# Deepfake
Deepfake (một portmanteau của "deep learning" và "fake" trong tiếng Anh) là phương tiện tổng hợp đã được điều khiển bằng kỹ thuật số để thay thế chân dung của người này bằng chân dung của người khác. Mặc dù thực tiễn tạo nội dung giả mạo không phải là mới, nhưng deepfakes tận dụng các kỹ thuật trí tuệ nhân tạo và máy học mạnh mẽ để thao túng hoặc tạo nội dung hình ảnh và âm thanh có thể dễ đánh lừa hơn. Các phương pháp học máy chính được sử dụng để tạo deepfakes dựa trên học sâu và liên quan đến đào tạo tạo kiến trúc mạng thần kinh, chẳng hạn như bộ mã hóa tự động hoặc tạo mạng đối thủ (GAN).
Từ giải trí truyền thống đến trò chơi, công nghệ deepfake đang phát triển để ngày càng trở nên hấp dẫn và công khai hơn, phá vỡ ngành công nghiệp giải trí và truyền thông.